# Ла Чапења, Бреча 14 кон Километро 99.8 (Ваље Ермосо)
Ла Чапења, Бреча 14 кон Километро 99.8 (шп. La Chapeña, Brecha 114 con Kilómetro 99.8) насеље је у Мексику у савезној држави Тамаулипас у општини Ваље Ермосо. Насеље се налази на надморској висини од 10 м.

## Становништво
Према подацима из 2005. године у насељу су живела 3 становника.

### Хронологија
| Година       | 2005 |
| ------------ | ---- |
| Становништво | 3    |

### Попис
| # | Индикатор                        | Вредност |
| - | -------------------------------- | -------- |
| 1 | Укупно појединачних домаћинстава | 1        |